# En annan hand
"En annan hand" är en sång av Niklas Strömstedt. Den gavs ut som singel 1983, men finns också med på hans andra studioalbum Andra äventyr från samma år. På skivan medverkade kompbandet Skarpa skott. En annan hand var den andra och sista singeln från skivan.
En annan hand producerades av Lasse Lindbom. Medverkande musiker var Strömstedt (elgitarr, keyboard, sång), Hasse Olsson) (keyboard), Janne Bark (elgitarr, sång), Ola Johansson (bas), Pelle Alsing (trummor) och Lindbom (sång). Singeln nådde inga listframgångar.

## Låtlista
Sida A
1. "En annan hand" (Strömstedt)

Sida B
1. "Kom fram kom fram" (Strömstedt, Per Gessle)

## Medverkande
- Pelle Alsing – trummor
- Janne Bark – elgitarr, sång
- Ola Johansson – bas
- Lasse Lindbom – sång, producent
- Hasse Olsson) – keyboard
- Niklas Strömstedt – elgitarr, keyboard, sång